# Ubaldo Corrêa
Ubaldo Campos Corrêa, ou apenas Ubaldo Corrêa, (Santarém, 7 de abril de 1929 – Brasília, 21 de abril de 1996) foi um engenheiro civil e político brasileiro, outrora deputado federal pelo Pará.

## Dados biográficos
Filho de Manuel Cornélio Caetano Corrêa Sobrinho e Solange Campos Corrêa. Em 1956 formou-se engenheiro civil pela Universidade Federal do Pará, alternou períodos dentro e fora da política. Eleito prefeito de Santarém em 1958, conquistou um mandato de deputado estadual via PSP em 1962. Após ingressar na ARENA, retornou à Assembleia Legislativa do Pará em 1970 e foi eleito deputado federal em 1974, contudo ficou na terceira suplência na eleição seguinte, sendo realocado como gerente do Banco Nacional da Habitação.
Presidente do Banco da Amazônia entre 1981 e 1985, nessa mesma época integrou o conselho deliberativo da Superintendência do Desenvolvimento da Amazônia e o da Superintendência da Zona Franca de Manaus. Voltou à política como candidato a primeiro suplente de senador pelo PDS na chapa de Jorge Arbage em 1990, não obtendo sucesso. Eleito deputado federal pelo PMDB em 1994, faleceu no curso do mandato.